# Femmes les plus puissantes du monde en 2019 selon Forbes
Chaque année, depuis 2004, le magazine Forbes publie son classement des 100 femmes les plus puissantes du monde. Cette page présente celui de 2019.

## Liste
La liste a été établie le 9 décembre 2019.
1. Angela Merkel (65 ans, Allemagne)

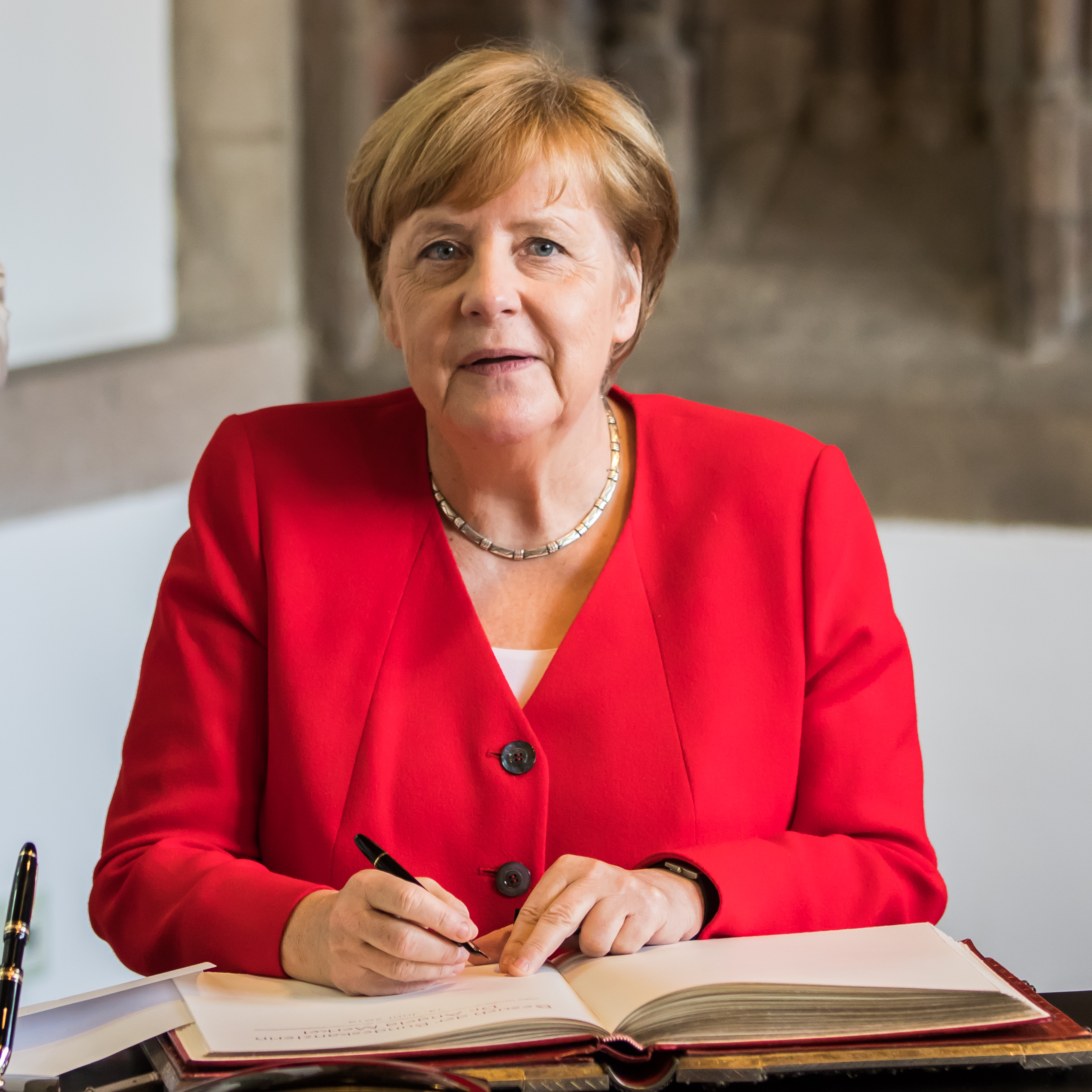
Angela Merkel est la femme la plus puissante du monde en 2019.

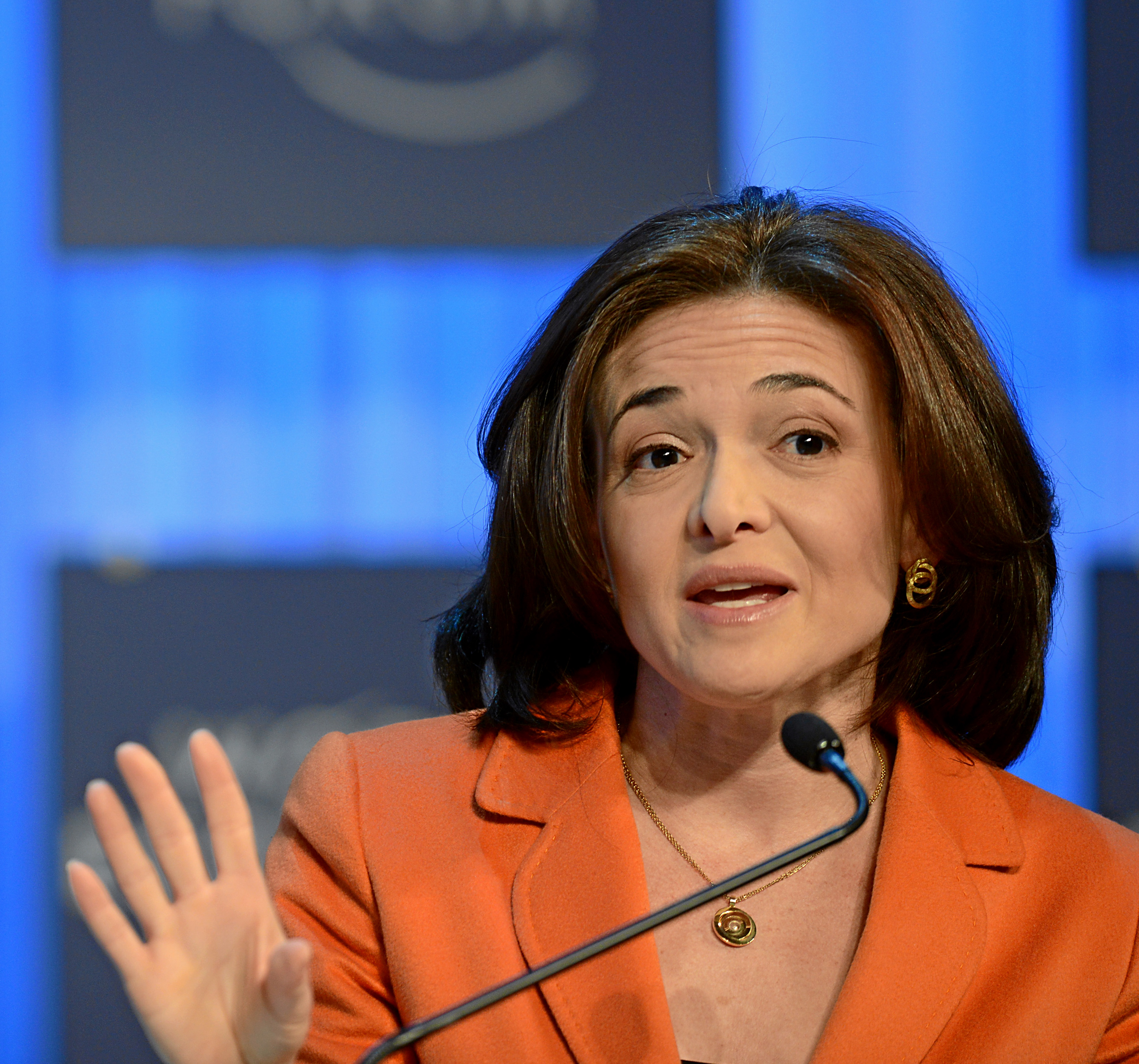
Sheryl Sandberg au World Economic Forum 2013.

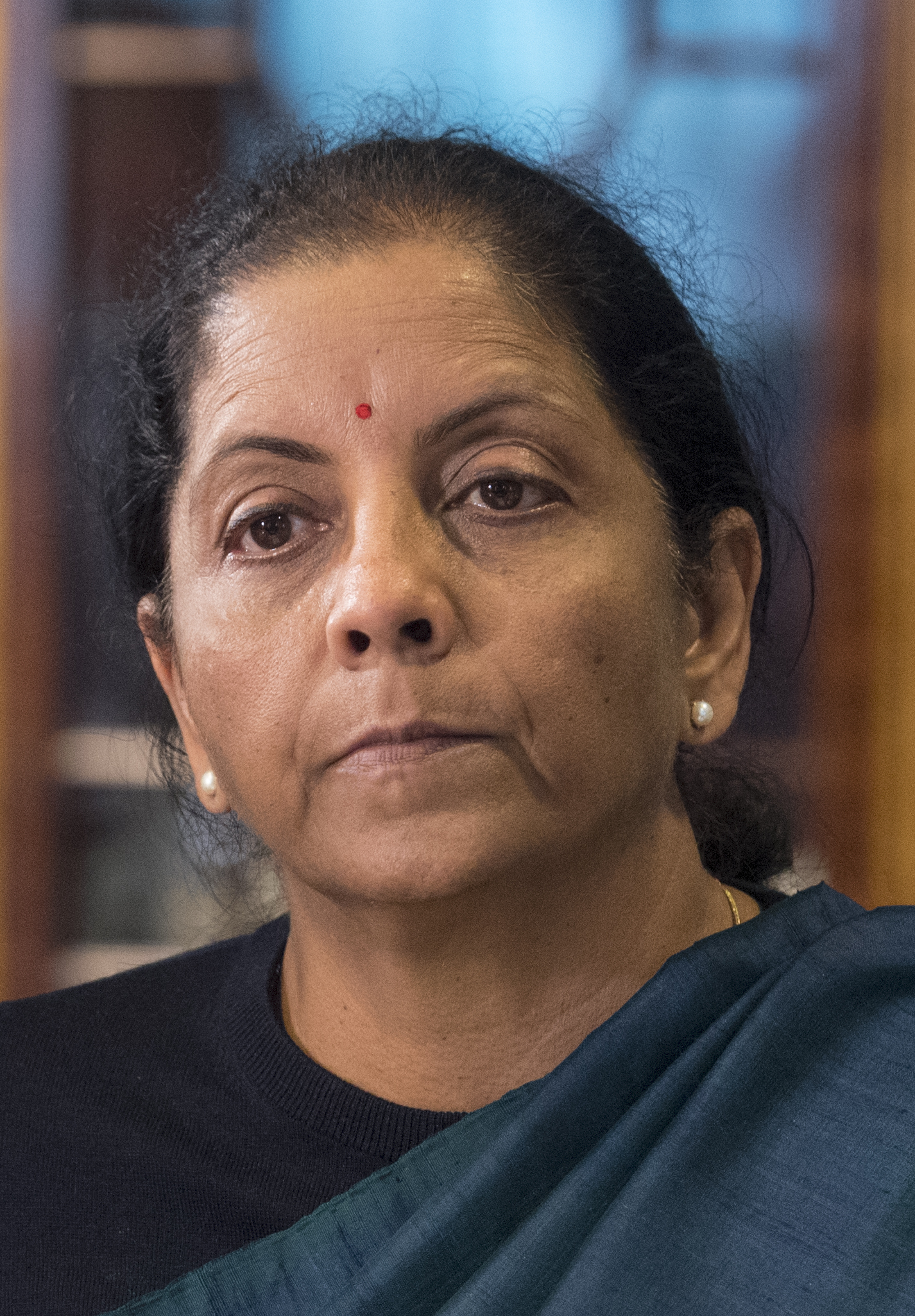
Nirmala Sitharaman en 2016.

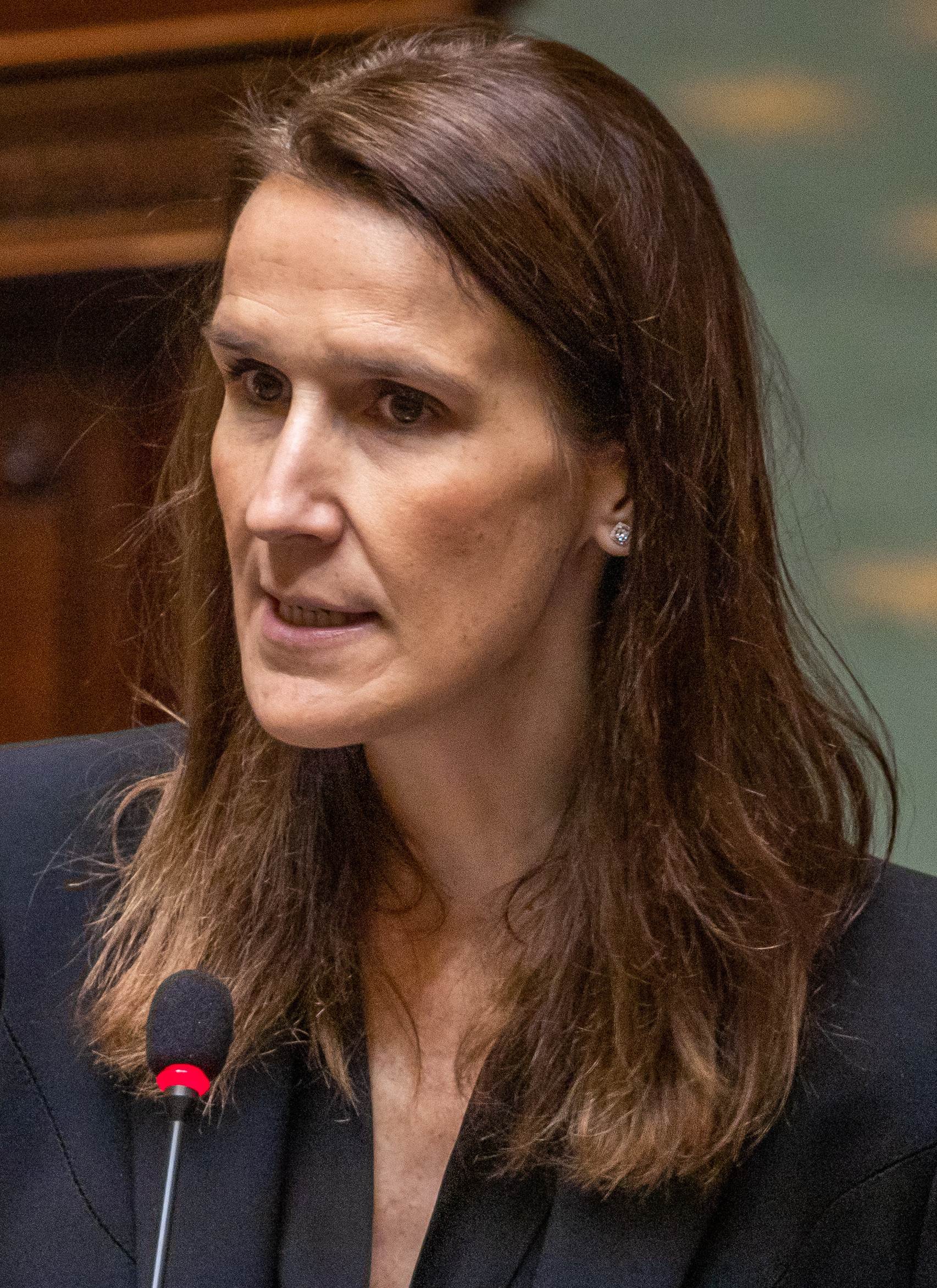
La Première ministre belge Sophie Wilmès, en 2020.

2. Christine Lagarde (64 ans, France)
3. Nancy Pelosi (79 ans, États-Unis)
4. Ursula von der Leyen (61 ans, Allemagne)
5. Mary Barra (58 ans, États-Unis)
6. Melinda Gates (55 ans, États-Unis)
7. Abigail Johnson (58 ans, États-Unis)
8. Ana Patricia Botín (59 ans, Espagne)
9. Ginni Rometty (62 ans, États-Unis)
10. Marillyn Hewson (66 ans, États-Unis)
11. Gail Boudreaux (59 ans, États-Unis)
12. Susan Wojcicki (51 ans, États-Unis)
13. Isabelle Kocher (53 ans, France)
14. Safra Catz (58 ans, États-Unis)
15. Kristalina Gueorguieva (66 ans, Bulgarie)
16. Julie Sweet (52 ans, États-Unis)
17. Emma Walmsley (51 ans, Royaume-Uni)
18. Sheryl Sandberg (50 ans, États-Unis)
19. Ruth Porat (62 ans, États-Unis)
20. Oprah Winfrey (66 ans, États-Unis)
21. Judith McKenna (en) (54 ans, États-Unis)
22. Jessica Tan (53 ans, Singapour[a])
23. Ho Ching (67 ans, Singapour)
24. Phebe Novakovic (61 ans, États-Unis)
25. Shari Redstone (65 ans, États-Unis)
26. Amy Hood (48 ans, États-Unis)
27. Stacey Cunningham (45 ans, États-Unis)
28. Jessica Uhl (en) (52 ans, États-Unis)
29. Sheikh Hasina Wajed (72 ans, Bangladesh)
30. Adena Friedman (50 ans, États-Unis)
31. Mary Callahan Erdoes (52 ans, États-Unis)
32. Jane Fraser (53 ans, États-Unis)
33. Laurene Powell Jobs (56 ans, États-Unis)
34. Nirmala Sitharaman (60 ans, Inde)
35. Marianne Lake (en) (51 ans, Royaume-Uni)
36. Gina Rinehart (66 ans, Australie)
37. Kathy   Warden (en) (48–49 ans[b]), États-Unis)
38. Jacinda Ardern (39 ans, Nouvelle-Zélande)
39. Anne Finucane (67 ans, États-Unis)
40. Reine Élisabeth II (93 ans, Royaume-Uni)
41. Tsai Ing-wen (63 ans, Taïwan)
42. Ivanka Trump (38 ans, États-Unis)
43. Rosalind Brewer (57 ans, États-Unis)
44. Mingzhu Dong (66 ans, Chine)
45. Erna Solberg (59 ans, Norvège)
46. Dana Walden (55 ans, États-Unis)
47. Vicki Hollub (en) (59–60 ans[c], États-Unis)
48. Jennifer Salke (États-Unis)
49. Jennifer Morgan (49 ans, États-Unis)
50. Nicola Sturgeon (49 ans, Royaume-Uni)
51. Donna Langley (52 ans, Royaume-Uni)
52. Nguyen Thi Phuong Thao (49 ans, Vietnam)
53. Elvira Nabioullina (56 ans, Russie)
54. Roshni Nadar Malhotra (38 ans, Inde)
55. Gwynne Shotwell (56 ans, États-Unis)
56. Tricia Griffith (55 ans, États-Unis)
57. Maggie Wei Wu (51 ans, Chine)
58. Feng Ying Wang (Chine)
59. Lynn Good (États-Unis)
60. Paula Santilli (Mexique)
61. Rihanna (32 ans, Barbade)
62. Melanie Kreis (48 ans, Allemagne)
63. Tan Hooi Ling (en) (Malaisie)
64. Bonnie Hammer (69 ans, États-Unis)
65. Kiran Mazumdar-Shaw (66 ans, Inde)
66. Beyoncé Knowles, connue comme Beyoncé (38 ans, États-Unis)
67. Zhou Qunfei (50 ans, Hong Kong)
68. Sophie Wilmès (45 ans, Belgique)
69. Jane Jie Sun (51 ans, Chine)
70. Katharine Viner (48 ans, Royaume-Uni)
71. Taylor Swift (30 ans, États-Unis)
72. Judy Faulkner (76 ans, États-Unis)
73. Güler Sabancı (65 ans, Turquie)
74. Kathleen Kennedy (66 ans, États-Unis)
75. Mette Frederiksen (42 ans, Danemark)
76. Sri Mulyani Indrawati (57 ans, Indonésie)
77. Andrea Marques de Almeida (-)
78. Solina Chau (58 ans, Hong Kong)
79. Ava DuVernay (47 ans, États-Unis)
80. Zuzana Čaputová (46 ans, Slovaquie)
81. Serena Williams (38 ans, États-Unis)
82. Mary Meeker (60 ans, États-Unis)
83. Lam Wai Ying (en) (Hong Kong)
84. Raja Easa Al Gurg (en) (Émirats arabes unis)
85. Eliza Manningham-Buller (71 ans, Royaume-Uni)
86. Jenny Lee (47 ans, Singapour)
87. Lee Boo-jin (49 ans, Corée du Sud)
88. Ana Brnabić (45 ans, Serbie)
89. Meg Whitman (63 ans, États-Unis)
90. Reese Witherspoon (43 ans, États-Unis)
91. Anne Wojcicki (46 ans, États-Unis)
92. Aileen Lee (50 ans, États-Unis)
93. Sahle-Work Zewde (70 ans, Éthiopie)
94. Dominique Senequier (66 ans, France)
95. Kirsten Green (48 ans, États-Unis)
96. Renuka Jagtiani
97. Rania Nashar (Arabie saoudite)
98. Amina Mohammed (58 ans, Nigeria)
99. Margarita Louis-Dreyfus (57 ans, Suisse)
100. Greta Thunberg (17 ans, Suède)